# Durnomagus
Das Kastell Durnomagus war ein römisches Reiterlager, ein so genanntes Alenkastell, mit rund 480 Mann Besatzung am Niedergermanischen Limes, der seit 2021 zum UNESCO-Weltkulturerbe gehört. Das heutige Bodendenkmal liegt unter dem Ortskern der niederrheinischen Stadt Dormagen im Bereich der Kirche St. Michael und des Rathauses der Stadt. Heute ist von den römischen Hinterlassenschaften nichts mehr im Stadtbild sichtbar.
Vom frühen ersten Jahrhundert bis zum Ende des vierten Jahrhunderts sicherte das Militärlager den Grenzabschnitt zwischen der Colonia Claudia Ara Agrippinensium (heute Köln) und der Colonia Ulpia Traiana respektive Vetera (heute Xanten) an der römischen Reichsstraße von Lugdunum Batavorum (heute Katwijk) nach Argentoratum (heute Straßburg).

## Lage

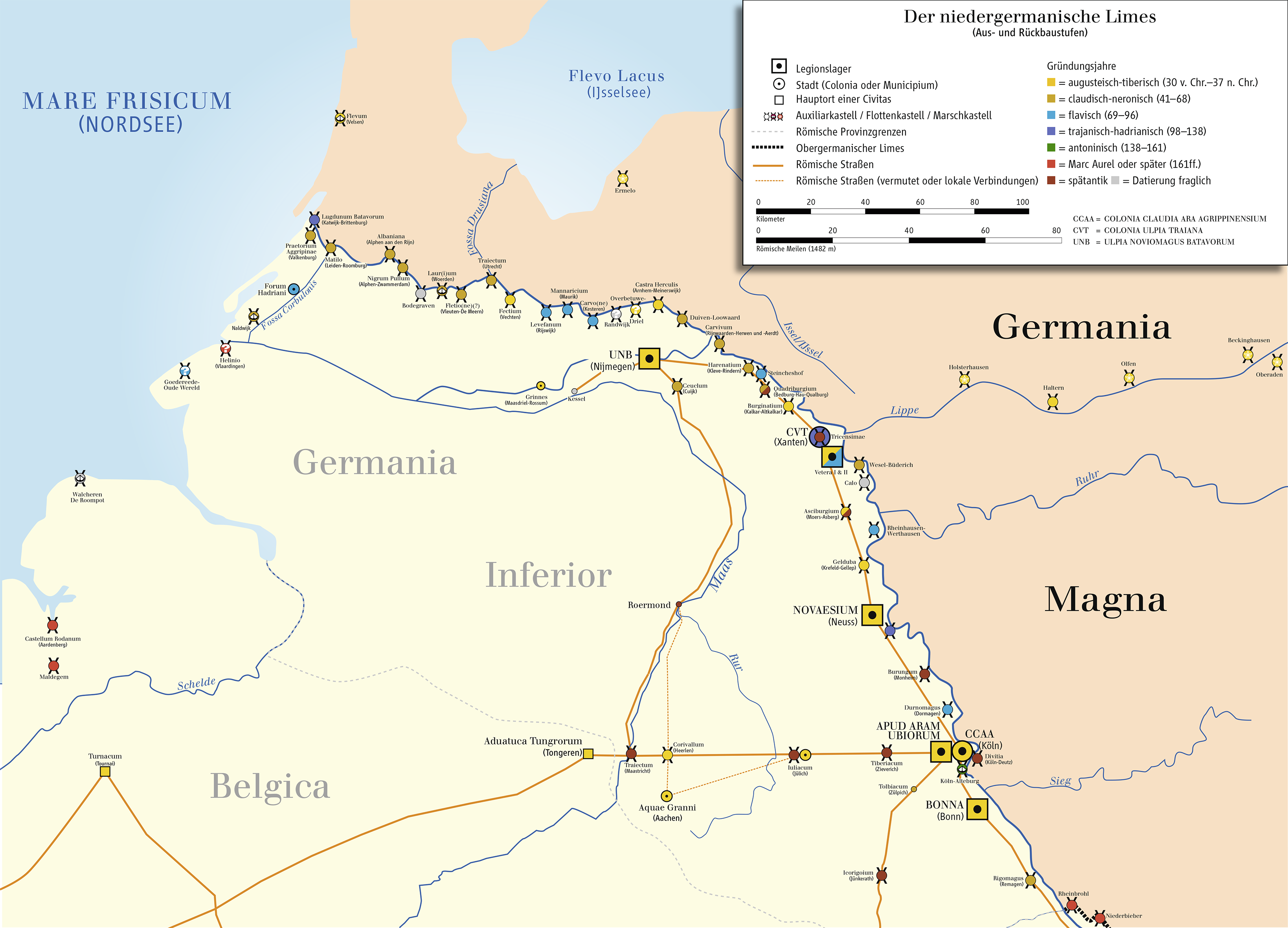
Lage des Alenkastells im Verlauf des Niedergermanischen Limes

Topographisch befand sich Durnomagus – wie alle Kastelle des Niedergermanischen Limes – auf einer hochwassergeschützten Anhöhe unmittelbar oberhalb der Niederterrasse des Rheins. Neben dem Hochwasserschutz bot diese Positionierung durch die steil abfallende Terrassenkante zusätzlichen Schutz vor feindlichen Angriffen von der Rheinaue her.
Militärgeographisch bildete das Lager einen Punkt in der Kette von rund 50 Kastellen und Legionslagern, die sich linksrheinisch zwischen Lugdunum Batavorum (Katwijk-Brittenburg) und Rigomagus (Remagen) erstreckten. Diese Kastellkette gehörte zum Niedergermanischen Heeresbezirk (Exercitus Germaniae Inferioris, EX GER INF), der späteren Provinz Germania inferior, und bildete den so genannten Niedergermanischen Limes. Im Itinerarium Antonini, einem spätantiken Straßenverzeichnis, wird der lokale Abschnitt wie folgt beschrieben:
Colonia Agrippina – Durnomago leugas VII ala – Burungo leugas V ala – Novaesio leugas V ala
Erläuterung: von Köln bis Dormagen, Standort einer Ala, sieben Leugen (= 15,54 km) – bis Burungum (Lokalisierung umstritten, Worringen oder Haus Bürgel), Standort einer Ala, fünf Leugen (= 11,1 km) – bis Neuss, Standort einer Ala, fünf Leugen (= 11,1 km). Durnomagus befand sich damit jeweils rund einen Tagesmarsch von der CCAA im Süden und von Novaesium im Norden entfernt.
Im heutigen Ortsbild befindet sich das Bodendenkmal im Ortskern von Dormagen. Die Kölner Straße verläuft wenige Meter östlich der Prätorialfront (Vorderfront), die Römerstraße liegt unter der Dekumatfront (Rückseite) und der Verlauf der Nettergasse beschreibt in etwa die rechte Flanke des Lagers. Das heutige Rathaus befindet sich in der Praetentura (vorderer Lagerteil), fast in der nördlichen Ecke des Kastells. Oberirdisch ist nichts mehr zu sehen, das Gelände ist durch ein gemischtes Gewerbe- und Wohngebiet großflächig überbaut.

## Forschungsgeschichte
Der etymologische Ursprung des Namens „Durnomagus“ ist umstritten, aber wahrscheinlich keltischen Ursprungs und geht vermutlich auf die Vorgängersiedlung einer bislang nicht nachgewiesenen ubischen Ansiedlung im nahen Umfeld des Auxiliarkastells zurück. Als römischer Garnisonsort einer Ala ist Durnomagus im Itinerarium Antonini verzeichnet, das die einzige schriftliche antike Quelle für diesen Ort darstellt. Die Entfernung von dort zur CCAA betrug sieben Leugen (15,5 km), die nach Novaesium zehn Leugen (22,2 km).
Bei Bauarbeiten und im Kiesabbau rund um Dormagen traten im 19. und 20. Jahrhundert des Öfteren römische Funde und Befunde auf. Aufsehen erregte 1821 der Fund mehrerer Weihesteine für Mithras, die aus einem etwa 13 m langen Mithräum geborgen werden konnten, dessen genauer Fundort nicht überliefert ist. Zwei der Steine waren von Angehörigen der ala Noricorum gestiftet worden und gaben dadurch einen ersten Hinweis auf die römische Auxiliartruppe, die in antiker Zeit in Durnomagus stationiert gewesen war. 1834 wurden im Zuge des Ausbaus der Straße von Dormagen nach Worringen zahlreiche römische Gräber entdeckt. Die Grabinventare erwarb der Landwirt und Verfasser einer Dormagener Dorfchronik, Joan Peter Delhoven, der zusammen mit seinem Sohn Jakob in der ersten Hälfte des 19. Jahrhunderts eine erste Sammlung römischer Funde aus Durnomagus aufbaute, die über 500 Münzen, etliche hundert Keramikgefäße, einige Inschriftensteine, sowie Ziegel und Kleinfunde umfasste. Die Sammlung ging im Laufe der Zeit zum größten Teil verloren, nur ein kleiner Teil gelangte ins Rheinische Landesmuseum Bonn und ins Historische Museum Düsseldorf. Ähnlich bedeutsam wie die Entdeckung des Mithräums war der Fund eines römischen Münzschatzes mit 900 Silbermünzen und vier Goldmünzen im Jahre 1839. Der Depotfund befand sich in nur 0,4 m Tiefe unter dem Boden eines Kuhstalls, die Münzreihe reichte von Augustus bis Commodus.
1854 publizierte als Erster Franz Fiedler über das römische Dormagen. In den folgenden Jahrzehnten entstand eine intensive Diskussion um die Identität der überlieferten Garnisonsplätze Durnomagus und Burungum bzw. darüber, ob und – falls ja – welcher der beiden Dormagen, Worringen oder Haus Bürgel zuzuordnen sei. Heute ist die Gleichsetzung von Dormagen mit Durnomagus allgemein anerkannt. In der zweiten Hälfte des 19. und in der ersten Hälfte des 20. Jahrhunderts folgten weitere Entdeckungen: Beim Neubau der Michaelskirche im Jahre 1887 wurden auf deren Südseite Grabbeigaben gefunden, 1924 auf der Westseite römische Keramik. Ebenfalls 1924 wurde beim Neubau einer Schule hinter dem Rathaus ein Altarstein gefunden und bei diversen Bauarbeiten im Bereich der „Römerstraße“ römische Münzen und weitere Keramikreste. Bereits 1914 waren nördlich von Dormagen Gräber der mittleren Kaiserzeit gefunden worden, 1928 bestätigten weitere Grabfunde dieses Gräberfeld bei Schierort.
Seit 1964 kontrollierte das Rheinische Landesmuseum Bonn, später das LVR-Amt für Bodendenkmalpflege im Rheinland die Baumaßnahmen in Dormagen. Seither konnten das Alenkastell lokalisiert und der zugehörige Vicus gut eingegrenzt werden, zuletzt im Jahr 2004, als erneut ein Bereich des Auxiliarkastells untersucht werden konnte.

## Geschichte
Die römische Präsenz auf dem Gebiet des heutigen Dormagens beginnt mit der Anlage einer Militärziegelei, die im zweiten Viertel des ersten Jahrhunderts n. Chr. von einer Vexillation der in Köln und später in Bonn stationierten Legio I (Germanica) betrieben wurde und die bis spätestens zum Ausbruch des Bataveraufstands in Betrieb war.
Die Gründung des ersten Auxiliarlagers fällt in die domitianische Zeit. Sie erfolgte im Rahmen des im Jahr 83 n. Chr. beginnenden Ausbaus des Niedergermanischen Limes. Diesem war bei der Vorbereitung und Durchführung der Chattenkriege die Funktion einer vorbeugenden Flankensicherung zugewiesen worden. Spätestens bis zum Jahr 90 war das Lager fertiggestellt. Von welcher Truppe das erste Lager errichtet wurde, ist unbekannt. Gesichert scheint ausweislich des Fundmaterials nur, dass es sich um eine Ala quingenaria gehandelt haben wird. Die später hier stationierte Ala I Noricorum kommt nicht in Frage, da sie bis zum Jahr 100 noch in Burginatium einquartiert war.
Nach Abzug der unbekannten Kavallerieeinheit wurde Anfang des zweiten Jahrhunderts die Ala I Noricorum von Burginatium nach Durnomagus verlegt. Um das Jahr 200 ist sie durch zwei Weihesteine für Mithras dort noch immer bezeugt. Die Inschrift eines der Steine lautet:

„Deo Soli I(nvicto) M(ithrae) p(ro) s(alute) I(mperatoris?) Suran[…]is Didil[…] / dup[l(arius)] al(a)e Noricorum c[ivi]s T(h)rax v(otum) s(olvit) l(ibens) [m(erito)]“

Übersetzt: „Dem unbesiegbaren Sonnengott Mithras, zum Wohle des Kaisers, hat Suran...is Didil..., Duplicarius der Ala Noricorum, Thrakischer Bürger, sein Gelübde freudig und nach Gebühr erfüllt.“
Danach verliert sich die Spur der Ala im Dunkel der Geschichte. Auch über die Truppen, die nach ihr im dritten und vierten Jahrhundert in Durnomagus stationiert waren, ist nichts bekannt. Das Kastell war noch bis zum Ende des vierten Jahrhunderts, vermutlich bis um das Jahr 390 (nach anderer Auffassung möglicherweise bis ins fünfte Jahrhundert,) in Benutzung und wurde dann aufgelassen. Laut Michael Gechter wurde es durch ein Schadfeuer um das Jahr 200 herum vernichtet und danach nur noch einmal vorübergehend während eines Frankeneinfalls im Jahr 275 benutzt, worauf seiner Ansicht nach eine Verstärkung der Porta principalis dextra (rechtes Seitentor) in dieser Zeit hinweist. Gechter postuliert weiter die Errichtung eines 57 m mal 52 m großen Reduktionskastells in der Spätantike, das bis in das fünfte Jahrhundert hinein Bestand gehabt haben soll. Zerstörungshorizonte, die auf ein gewaltsames Ende der Garnison in der Spätantike schließen lassen könnten, liegen nicht vor.

## Datierung
Ausweislich eines Ziegelstempels der Legio XXII Primigenia pia fidelis (LEG XXII PPF) muss das Lager zwischen den Jahren 88/89 und 92/96 bereits bestanden haben. Der Beiname pia fidelis (Domitiana) wurde dieser in Vetera stationierten Legion vom Kaiser verliehen, nachdem sie sich während des Saturninusaufstandes auf domitianischer Seite gestellt hatte. Zwischen den Jahren 92 und 96 wurde sie nach Mogontiacum verlegt.
Die Münzreihe beginnt mit einer vereinzelten claudischen Prägung. Münzen aus der domitianischen Zeit sind reichlich vorhanden. Schlussmünze ist ein Triens des Theodosius I. aus der Zeit um 390.
Datierbare Keramiken beginnen mit einer Arbeit des südgallischen Töpfers Germanus, die um das Jahr 70 angefertigt worden ist. Diese Terra Sigillata, wie auch andere Sigillaten des Typs Drag. 29 müssen relativ lange Zeit in Benutzung gewesen sein, da auf der anderen Seite das Fehlen des Typs Hofheim 89 gegen eine Existenz des Lagers vor dem Jahr 80 spricht. Gefäße der spätsüdgallischen Töpfer Mercato und Mascuus, die zwischen den Jahren 80 und 100 produzierten, sind hingegen mit großem Anteil vertreten.

## Anlagen

### Militärziegelei
Von der römischen Ziegelei konnten bislang fünf Brennöfen und ein Trockenschuppen freigelegt werden. Vier der fünf Öfen sowie der Trockenschuppen lagen in einem Umkreis von 25 Metern beieinander, der fünfte Ofen befand sich 170 m davon entfernt. Zwei der Ziegelöfen wurden von einem gemeinsamen Arbeitsplatz aus betrieben. Die Öfen waren rund fünf Meter breit und sechs Meter lang, die Größe des Trockenschuppens betrug 11 m mal 36 m. Die Öfen waren in der Konstruktionsform der so genannten „stehenden Öfen“ gebaut, bei denen sich Feuerungskammer und Brennkammer übereinander befinden. Zur besseren Isolation war die Feuerungskammer in den Erdboden abgesenkt und zum Boden hin mit Ziegeln ausgelegt worden. Über einen Feuerungsmünder wurden die Öfen von Arbeitsräumen aus beheizt. Ähnlich wie bei einem modernen Umluftherd konnte sich die Hitze im Brennraum verteilen und gleichmäßig auf das Brenngut einwirken.
Die Ziegelöfen wurden während ihrer Nutzungszeit mehrfach ausgebessert oder renoviert. Zur Produktpalette der Ziegelei gehörten unter anderem Tegulae und Imbrices (Dachziegeltypen), Tubuli (Lüftungsziegel), Laterculi (meist quadratische, zuweilen auch runde Platten zum Bau der Pfeiler von Hypokaustanlagen), Wandplatten und Stirnziegel mit Medusendekor. Das Ende des Ziegeleibetriebes ist ungesichert, aber spätestens mit dem Ausbruch des Bataveraufstands wurde die Produktion eingestellt.

### Kastell
Das erste Lager war in Holz-Erde-Bauweise ausgeführt. Zwischen zwei Bohlen- oder Flechtwerkschalen, die durch Querbalken miteinander verzahnt waren, wurde der Aushub der vorgelagerten Gräben eingebracht. Insgesamt zwei umlaufende Spitzgräben dienten als Annäherungshindernis. Sie schlossen nahezu ohne Berme an die Holz-Erde-Mauer an. Ihre Gesamtbreite dürfte etwa elf Meter betragen haben, die Spitzen der Gräben befanden sich auf 2,60 m Tiefe unter antikem Laufniveau in einer Entfernung von vier und acht Metern von der Außenschale der Mauer. Mit seiner Prätorialfront war das viertorige Lager in allen Bauphasen nach ONO, zum Rhein hin ausgerichtet.
Nach mindestens einer, nicht näher datierbaren Ausbau- oder Renovierungsphase, in der unter anderem die Sohle des inneren Grabens mit einem zusätzlichen, 60 cm tiefen Gräbchen, einem so genannten „Knöchelbrecher“ versehen worden war, wurde die Holz-Erde-Mauer in der ersten Hälfte des zweiten Jahrhunderts durch eine steinerne Mauer ersetzt. Möglicherweise wurde dieser Umbau durch die Ala I Noricorum vorgenommen, unmittelbar nachdem sie in Durnomagus Quartier bezogen hatte. Die neue Mauer war rund einen Meter breit und zwei Meter unter antikem Laufniveau fundamentiert. Das Fundament bestand aus mit Lehm verbunden Basaltbruchsteinen, das Aufgehende aus Opus caementicium mit einer Außenfassade aus Tuffsteinquadern. Die abgerundeten Ecken sowie die vier Tore waren mit Türmen bewehrt. Ferner gab es je einen Zwischenturm zwischen den Eck- und den Tortürmen.
Weitere Zwischentürme wurden in der Spätantike hinzugefügt. Zu dieser Zeit befanden sich wahrscheinlich Geschütze auf den Plattformen der Türme. In der zweiten Hälfte des dritten Jahrhunderts wurden die Doppelgräben eingeebnet und durch einen einzelnen Spitzgraben ersetzt. Dieser Graben schloss mit einer drei Meter breiten Berme an das Kastell an. Die Spitze des 11,5 m breiten Grabens befand sich 10,6 m von der Mauer entfernt und war drei Meter unter dem antiken Laufniveau eingetieft. Da der Graben anschließend nicht mehr ausgeräumt, sondern lediglich angeböscht wurde, entwickelte er sich im vierten Jahrhundert zu einem muldenförmigen, nur noch zwei Meter tiefen Annäherungshindernis.
Auf der Lagerinnenseite schloss sich an die Mauer ein an der Basis sechs Meter breiter Erdwall mit einem Laufgang an. Die darauf folgende, mindestens sechs Meter breite Via sagularis (Lagerringstraße) konnte genauso festgestellt werden, wie die anderen Lagerhauptstraßen, die bis zu 8,5 m breite Via praetoria, die um sieben Meter breite Via principalis und die in einen 20 m mal 45 m großen Platz hinter den Principia einmündende Via decumana. Die Principia bedeckten vermutlich eine Grundfläche von 53 m mal 42 m. Am besten untersucht werden konnte die rückwärtige, sechs Meter tiefe Raumflucht, in der außer der 5,5 m breiten aedes (Fahnenheiligtum) fünf weitere, zwei bis vier Meter breite Räume (von denen einer beheizbar war), nachgewiesen werden konnten. Die 0,7 m bis 1,2 m starke Fundamentierung war bis zu zwei Metern unter antikem Laufniveau eingetieft. Das Aufgehende bestand aus zweischaligem Tuffsteinmauerwerk mit einem Kern aus Opus caementicium. Die Principia waren mit einem Ziegeldach aus imbrices und tegulae eingedeckt.
Es gab unterschiedliche Formen von mit Schindeln oder Stroh gedeckten Fachwerkbaracken, von zum Teil bisher unbekannten Typus. Neben kombinierten Baracken für Pferde und Mannschaften wurden auch reine Pferdeställe und reine Mannschaftsbaracken festgestellt. Im zweiten Viertel des zweiten Jahrhunderts wurden die Bauten durch ein Schadfeuer zerstört, danach aber wieder neu errichtet. Eine einzelne Mannschaftsbaracke wurde erneut durch Brand gegen Ende des zweiten Jahrhunderts vernichtet. Aus dem dritten und vierten Jahrhundert konnten außer einigen Gruben und einem Brunnen keine weiteren Baubefunde festgestellt werden.

### Vicus und Gräberfelder
Der Vicus, das Lagerdorf, in dem sich der Tross der Truppe, Familien von Soldaten, Händler, Handwerker, Schankwirte, Freudenmädchen und sonstige Dienstleister niederließen, ist archäologisch in Dormagen nur sporadisch und punktuell erfasst. Er umgab das Kastell halbkreisförmig im NNW bis SSO. Übertragen auf das heutige Stadtbild umfasste er in etwa den Bereich zwischen Florastraße und Kirchstraße.
Die Gräberfelder lagen, wie nach römischem Gesetz vorgeschrieben, außerhalb des Siedlungsbereichs, längs der Ausfallstraßen. Die Gräber aus der Mittleren Kaiserzeit (zweites und frühes drittes Jahrhundert) befanden sich entlang der nach Novaesium und zur CCAA führenden Straßen, vereinzelt auch an der westlichen Seite des Vicus. Die zahlenmäßig geringeren Grablegen des späten zweiten und des dritten Jahrhunderts überschnitten – bedingt durch die flächenmäßige Reduktion des Lagerdorfes – nicht mehr die früheren Gräberfelder, sondern befanden sich wieder in zentralerer Lage, ausschließlich im unmittelbaren Bereich der späteren Kirche St. Michael.

### Vor- und nachrömische Nutzung
Ein unter den römischen Kulturschichten liegendes Erdwerk kann möglicherweise der Michelsberger Kultur zugewiesen werden. Entsprechende Funde wurden in der Nähe als Streu- und Lesefunde sowie als Fundinventar einer Siedlungsgrube geborgen. Eine einzelne, verzierte Wandscherbe verweist auf die Bischheimer Kultur. Von der keltischen bzw. ubischen Siedlung, die der römischen Niederlassung vorausging, gibt es bislang keine Befunde.
Nach dem Ende der römischen Präsenz wurde das Land von den Franken okkupiert. Möglicherweise befand sich im sechsten oder siebten Jahrhundert eine fränkische Siedlung oder ein fränkischer Hof auf Dormagener Gebiet, worauf bislang aber nur eine Körperbestattung entsprechender Zeitstellung an der Florastraße hinweist.

## Funde
- Eine erste außergewöhnliche Entdeckung wurde 1821 mit der Freilegung eines Mithräums gemacht. In dem rund 13 m langen, in den Boden eingetieften Raum befanden sich mehrere dem Mithras geweihte Steine. Von diesen Weihesteinen sind zwei insofern von besonderer Bedeutung, als sie von Soldaten der Ala I Noricorum gestiftet worden sind,[8] deren Stationierung in Durnomagus damit als definitiv belegt gilt. Heute ist die Lage des Mithrastempels nicht mehr lokalisierbar.[17]

- Auch eine weitere, nicht alltägliche Entdeckung gelang bereits in der ersten Hälfte des 19. Jahrhunderts. In einer Tiefe von lediglich 40 Zentimetern unter dem Boden eines Kuhstalls wurde ein Münzschatz geborgen, der sich aus 900 Silber- und vier Goldmünzen zusammensetzte. Die Münzreihe erstreckte sich von Augustus (30 v. Chr.–14 n. Chr.) bis zu Commodus (176–192).[17]

- Von wissenschaftlicher Bedeutung ist der so genannte Dormagener Denarfund, der an der Nettergasse geborgen wurde. Auch wenn dieser Inhalt einer in den 160er Jahren verlorenen oder deponierten Geldbörse insgesamt nur zehn Denare umfasst, gibt er einen wichtigen Hinweis auf das römische Münzwesen. Die Münzreihe beginnt mit einer aus Lugdunum/Lyon stammenden, vespasianischen Prägung aus den Jahren 69/70 und endet mit einem Denar Mark Aurels, der nach 161 in Rom geprägt wurde. Insgesamt besteht der Fund aus vier vortrajanischen, einer trajanischen und fünf nachtrajanischen Prägungen. Er zeigt, dass flavische Prägungen noch sehr lange im Umlauf waren. Er weist ferner darauf hin, dass sich die bei Cassius Dio erwähnte Verfügung Trajans aus dem Jahr 107,[18] alte und abgegriffene Silbermünzen einzuziehen, wohl nur auf republikanische Denare bezog.[19]

- Ein Altar für Apollon und Asklepios war ursprünglich im Auxiliarlager des römischen Durnomagus vorhanden, dessen 1976 gefundene Steinfragmente sich heute im Rheinischen Landesmuseum (Inv.-Nr. 76.1029) zu Bonn befinden. Der Altar aus lothringischem Kalkstein stammt nach einer Datierung aus dem 2. bzw. vom Anfang des 3. Jahrhunderts nach Christus. Hatte man die nur in Bruchstücken überlieferte Weiheinschrift zunächst mit Blick auf einen Dedikantennamen zu vervollständigen versucht, plädierte Krešimir Matijević 2007 für die Ergänzung der Inschrift zum Namen einer weiteren Gottheit, Asklepios, der der Weihestein geweiht gewesen sei.[20]

## Denkmalschutz und Fundverbleib
Der Bereich des Lagers ist ein Bodendenkmal nach dem Gesetz zum Schutz und zur Pflege der Denkmäler im Lande Nordrhein-Westfalen (Denkmalschutzgesetz – DSchG). Nachforschungen und gezieltes Sammeln von Funden sind genehmigungspflichtig, Zufallsfunde an die Denkmalbehörden zu melden.
Zahlreiche Funde des Dormagener Kastells gelangten in die Sammlung der Familie Delhoven, die im 19. Jahrhundert eine umfangreiche Stadtchronik verfasste. Ein anderer Teil der bei den Ausgrabungen entdeckten Gegenstände befindet sich in einer kleinen Ausstellung im Historischen Rathaus von Dormagen. Weitere Funde sind im so genannten „Römerkeller“, einem Originalbefund aus dem Jahr 1979, der restauriert und als kleines Museum ausgestaltet wurde. Nach Absprache mit dem Geschichtsverein Dormagen kann der Keller besichtigt werden.